# Банда Андрея Волхова
Банда Андрея Волхова — жестокая бандитская группировка, состоявшая из жителей Саранска, действовавшая в Москве в период 1994—1996 годов.

## Основание банды
Андрей Волхов родился в 1971 году в Саранске. В 1987 году он совершил разбойное нападение, за которое был осуждён условно. Уже через год Волхов вновь был осуждён к трём годам лишения свободы за кражу. В колонии он познакомился со своими земляками Игорем Курзовым и Алексеем Квитко. Впоследствии именно они составили костяк банды.
В 1994 году Волхов, Курзов и Квитко приехали в Москву, где познакомились с 17-летним москвичом Александром Соколовым, который впоследствии участвовал с ними в преступлениях. Также Волхов вёл дневник, в котором называл себя «посланником» и «слугой Сатаны».

## Преступная деятельность
Первыми преступлениями банды были налёты на ряд московских магазинов. Первый налёт был совершён в июне 1994 года. Большую часть выручки приходилось отдавать Саранской ОПГ, которая покрывала деятельность банды. Налётчиков не устраивало подобное положение вещей. Они решили выйти из-под контроля группировки.
16 июля 1994 года Волхов с членами банды устроили драку с азербайджанскими торговцами возле станции метро «Сходненская», находившимися под «крышей» Саранской ОПГ. Причиной драки называлось то, что азербайджанцы отказались дать несколько арбузов бандитам, дав им только один. Волхов открыл огонь из пистолета, в результате чего один из азербайджанцев погиб, ещё двое были ранены. Члены Саранской ОПГ не стали мстить землякам, но порвали с ними всякие отношения.
С тех пор всю добычу бандиты делили лишь между собой. Они продолжали совершать разбойные нападения на магазины, а также стали заниматься рэкетом, облагая данью коммерческие палатки. Вскоре Волхов решил набрать в группировку новых людей. Среди них оказался некий Михаил Греджев. По официальной версии, когда бандиты узнали, что он служит в милиции, то 21 сентября 1994 года Волхов застрелил его в садовой беседке во дворе одного из домов по Тушинскому проезду.
Новой жертвой банды стал криминальный авторитет Владимир Бездольный по кличке Хохол, с которым Волхов не поделил несколько торговых точек в Митино. Бездольный был неординарной личностью в криминальном мире, водил дружбу с известными артистами, даже писал песни для Михаила Шуфутинского. В частности «Гуляй, душа» и «Не печальтесь обо мне» написаны на стихи Бездольного. Хохла убили в бане. Когда Волхов и Квитко предложили ему уступить точки, он обозвал их «шпаной» и посоветовал «не лезть не в своё дело». Бездольный достал нож, но воспользоваться им не успел: находившийся рядом Квитко выхватил у Хохла нож и зарезал его. Труп Бездольного спрятали, и его местонахождение до сих пор неизвестно. Впоследствии это убийство так и не удалось доказать.
Вскоре в банду вошёл некто Гарик Кешабян. Кешабян решил стать лидером в банде, оттеснив тем самым Волхова. Волхов решил убрать его. В то же самое время в дневнике, который он вёл, появилась запись:
…Я принял решение не иметь с ним больше дел…
В начале декабря 1995 года Кешабян брючным ремнём задушил Квитко во время пьяной драки. 16 декабря Волхов застрелил Кешабяна. Тело было расчленёно, а его части были запрятаны по всей Москве. Тогда же в дневнике Волхова было записано:
…Сегодня я наконец-то рассчитался с этой мразью Кешей, ему пришлось пожалеть о том, что он натворил. Я отомщён и доволен этим…
23 декабря 1995 года в квартире одного из домов на улице Райниса Волхов с сообщниками расстрелял сразу троих человек, причём двое были случайными свидетелями. Из квартиры бандиты забрали ценности, одежду и деньги.

## Аресты, следствие и суд
Вскоре был арестован Курзов. Он дал признательные показания, в которых изобличил Волхова как руководителя банды и основного исполнителя всех убийств. Однако бандит успел скрыться.
21 февраля 1996 года в Северодвинске Волхов устроил драку, в результате которой был задержан, однако вскоре бежал из-под стражи. Но уже 16 мая его задержали в Архангельске. Волхов дал признательные показания. Первоначально он пытался свалить вину на Курзова и мёртвых сообщников, но была установлена его причастность к по меньшей мере 6 убийствам. Одним из основных доказательств вины Андрея Волхова стал его дневник. В результате его изучения была получена достаточно полная картина практически всех преступлений банды.
В дневнике Волхова встречались и неожиданные строки:
…Если бы возможно было жизнь изменить, то я ни за что не пошёл бы в бандиты. Я бы начал честную жизнь, работал на заводе, да какая разница, что бы я делал, лишь бы жить честно и быть всегда со своей семьёй…
В апреле 1998 года суд приговорил Андрея Волхова к исключительной мере наказания — смертной казни, которая позже была заменёна на пожизненное заключение. Игорь Курзов получил 15 лет лишения свободы. Остальные участники банды были приговорены к различным срокам заключения. В настоящее время Волхов содержится в колонии «Белый лебедь». Когда в 2008 году его приезжала снимать съёмочная группа телепередачи «Приговорённые пожизненно», Волхов сказал, что искренне раскаивается в содеянном и просит прощения у родственников своих жертв.

## Документальные фильмы о банде Волхова
- Документальный фильм Вахтанга Микеладзе «Дневник убийцы» из цикла «Документальный детектив»
- Документальный фильм «Исповедь главаря банды» (2 серии) из цикла Вахтанга Микеладзе «Приговорённые пожизненно»
- Документальный фильм «Крик души» из цикла Вахтанга Микеладзе «Приговорённые пожизненно»
- Документальный фильм «Смертная казнь в рассрочку» из цикла «Детективные истории»
- Документальный фильм «Дневник главаря банды» (2 серии) из цикла Вахтанга Микеладзе «Пожизненно лишённые свободы»
- Документальный фильм «Кинопросмотр за колючей проволокой» из цикла Вахтанга Микеладзе «Пожизненно лишённые свободы»